# Li Haonan
Li Haonan (født 13. juli 1999 i Fuyang) er en kinesisk basketballspiller som deltog i de olympiske lege 2020.